# Léonie Léon

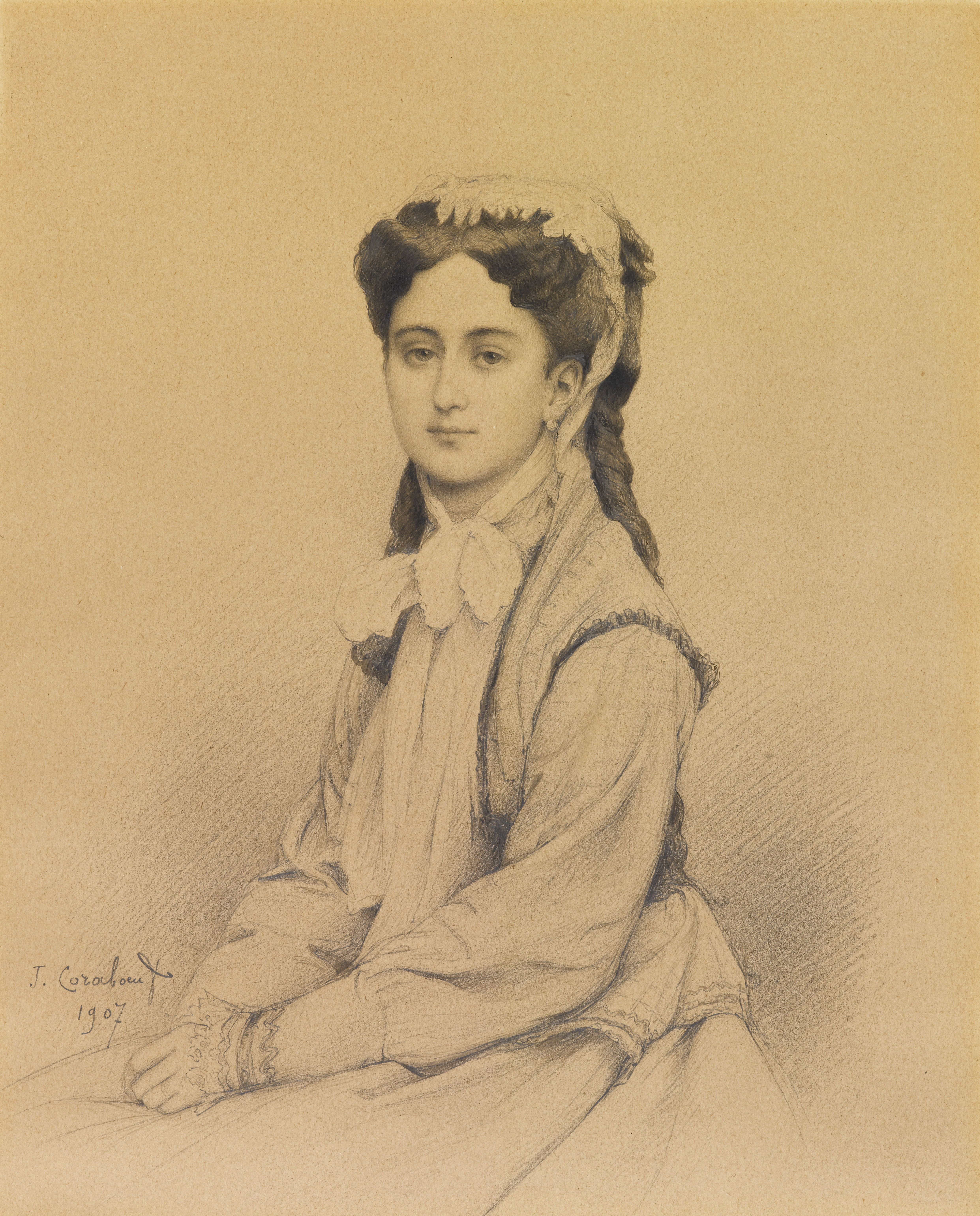
Léonie Léon, Zeichnung 1907 durch Jean Corabœuf anhand einer Fotografie von 1875

Léonie Léon (geboren am 6. November 1838 in Paris; gestorben ebenda am 14. November 1906) wurde vor allem als Geliebte des französischen Staatsmannes Léon Gambetta bekannt.

## Leben
Sie war die Tochter von Marie Sauzy und dem französisch-kreolischen Artillerieoffizier François-Émile Léon (1795–1860). Ihr Vater verschied in der Irrenanstalt zu Charenton. Sie selbst wurde in Dunkerque in einem Konvent erzogen.
Ab 1860 unterhielt sie acht Jahre lang ein Verhältnis mit Louis-Alphonse Hyrvoix (1819–1890), der in dieser Zeit Polizeichef der kaiserlichen Residenz Napoléons III. war. Dieser Verbindung entstammte ein unehelicher Sohn, Léon-Alphonse Léon (1865–1891).
1868 erlebte sie, wie Léon Gambetta als Anwalt die Verteidigung des Journalisten Charles Delescluze vor Gericht übernahm, und verliebte sich in den Anwalt. Sie schrieb ihm glühende Liebesbriefe, bis er sie Ende April 1872 erhörte. Zunächst fanden Treffen in ihrem Haus in Auteuil statt, schließlich wohnte sie aber mit ihm zusammen auf seinem Anwesen „Les Jardies“ in Ville-d’Avray. Aufgrund ihrer zuvorigen, potentiell brisanten Liebschaft mit Hyrvoix trat das Paar nicht gemeinsam in der Öffentlichkeit auf, Léon beriet Gambetta aber auch in politischen Fragen und es bestand ein täglicher Austausch in insgesamt über sechstausend Briefen, von denen nur ein Teil erhalten blieb. 1882 machte Gambetta ihr schließlich einen Heiratsantrag.
Zur für den Dezember geplanten Eheschließung kam es allerdings nicht mehr: Im November verletzte sich Gambetta schwer bei der Reinigung seines Revolvers und erlag am Silvesterabend kurz vor Mitternacht dieser Verwundung. Léonie Léon geriet in den Verdacht, ihn möglicherweise aus Eifersucht angeschossen zu haben, doch auch Gambetta selbst beschwor ihre Unschuld. Gemäß der Vereinbarung, ihre Liebschaft unter der Hand zu halten, blieb Léon seinem Begräbnis fern.
Léon wurde durch politische Freunde weiterhin versorgt und erhielt auch finanzielle Unterstützung durch einen Geheimfonds des Innenministeriums. Als einige Jahre später auch ihr Sohn starb, wandte sie sich der Religion zu. Zuletzt wurde ihr auch ein Tabakladen zugesprochen.
Knapp zwei Jahrzehnte nach ihrem Tod schrieb Léon Daudet den Roman „Le Drame des Jardies“, in welchem er Léon bezichtigte, eine deutsche Agentin gewesen zu sein. Daudet setzte damit neue Spekulationen zum Tode Gambettas in Umlauf, die aber unbewiesen blieben.